# Virginie Joron
Virginie Joron é uma política francesa eleita membro do Parlamento Europeu em 2019.